# Fieseler Fi 103 Reichenberg
El Fieseler Fi 103R (Reichenberg) fue una versión tardía y tripulada de la bomba volante V-1 de la Alemania nazi en la Segunda Guerra Mundial, que fue producido como avión de reacción para misiones del «Escuadrón Leónidas» del Grupo V del Kampfgeschwader 200 de la Luftwaffe.

## Historia

### Trasfondo
El Escuadrón Leónidas, que formaba parte del KG 200, fue creado como un escuadrón suicida. Voluntarios fueron obligados a firmar una declaración que decía «Por la presente solicito voluntariamente ser inscrito en el grupo de suicidas como parte de una bomba planeadora humana. Entiendo perfectamente que el empleo en esta capacidad implica mi propia muerte». Al principio, tanto el Messerschmitt Me 328 como el Fieseler Fi 103 (más conocido como la V-1) se consideraban los aviones adecuados, pero se aprobó el Fi 103 en favor de los Me 328 equipados con una bomba de 900 kg.
Sin embargo, por los problemas que se presentaron en la conversión del Me 328, Heinrich Himmler quiso cancelar el proyecto. Otto Skorzeny, que había estado investigando la posibilidad de utilizar torpedos tripulados contra el transporte marítimo aliado, fue informado por Hitler para reactivar el proyecto, y se puso en contacto con la famosa piloto de pruebas Hanna Reitsch. El Fi 103 fue revaluado y a pesar de que parecía ofrecer al piloto pocas probabilidades de sobrevivir, fue aprobado para el proyecto.
Al proyecto se le dio la clave «Reichenberg» por la capital del territorio Reichsgau Sudetes (actualmente Liberec) de la antigua Checoslovaquia, mientras que las aeronaves eran llamadas por los mismos pilotos «Geräte-Reichenberg» (en alemán aparatos Reichenberg).

### DFS

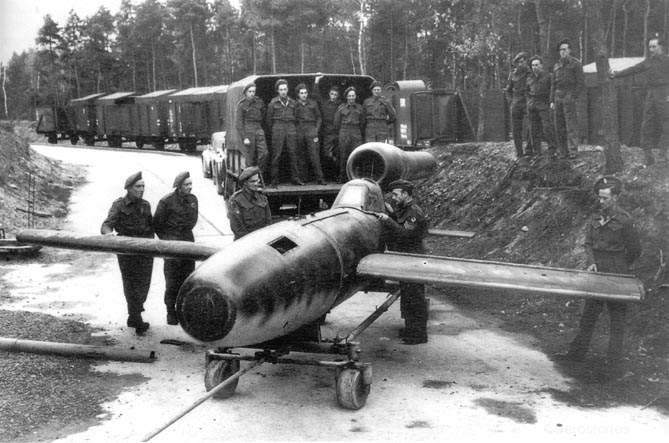
Soldados británicos examinando un Fieseler Fi 103 Reinchenberg capturado.

En el verano de 1944, la «DFS» (Deutsche Forschungsanstalt für Segelflug, en alemán Instituto Alemán de Investigaciones para el vuelo de planeador) en Ainring asumió la tarea de desarrollar una versión de la Fi 103 tripulada, y se hizo un modelo listo para probar en días, estableciéndose una línea de producción en Dannenberg.
La V-1 se transformó en el Reichenberg mediante la adición de una pequeña cabina por delante de la toma de aire del pulsorreactor, en la que se instalaron botellas de aire comprimido. La cabina tenía instrumentos básicos de vuelo y un asiento de madera contrachapada. Incorporaba un blindaje de una sola pieza dosel para el panel frontal y abierto a los lados para permitir la entrada. Los dos cilindros de aire comprimido desplazados se sustituirían por uno solo, colocado en la parte trasera, en el espacio en que normalmente la V-1 alojaba el piloto automático. Las alas estaban equipadas con bordes duros para cortar los cables de los globos de barrera.
Se propuso que un bombardero Heinkel He 111 llevara uno o dos Reichenberg debajo de sus alas, liberándolos cerca del objetivo. Los pilotos entonces dirigirían el avión hacia el blanco, lanzándose de la cabina antes del impacto. Se estima que las posibilidades de sobrevivir de un piloto en esa misión eran menos del 1%, debido a la proximidad de la tobera del pulsorreactor a la cabina.

### Variantes
El Fieseler Fi 103 Reichenberg tenía cuatro variantes en octubre de 1944:
- R-1 - El planeador básico de un asiento sin motor.
- R-II - Tenía una segunda cabina donde iba la carga explosiva.
- R-III - De un asiento con una tobera simulada.
- R-IV - Modelo estándar motorizado.

### Entrenamiento

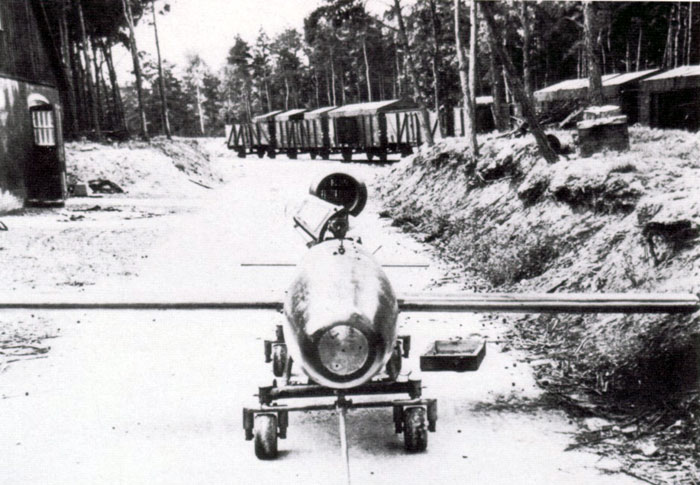
Unidad capturada por los aliados.

Los voluntarios se entrenaron en planeadores convencionales para darles la sensación de vuelo sin motor; luego pasaron a planeadores especiales con alas que podrían acortarse para picar, a velocidades de hasta 300 km/h (190 mph). Después de esto, se avanzó a los modelos de doble control R-II.
La formación comenzó en RI y R-II y, aunque el aterrizaje sobre un patín era difícil, la aeronave se manejó así, por lo que se preveía que el Escuadrón Leónidas pronto utilizaría estas máquinas. Albert Speer escribió a Hitler el 28 de julio de 1944 para decir que se oponía a que se desperdiciaran hombres y máquinas en los Aliados en Francia, y sugirió que sería mejor usarlos contra las centrales eléctricas de Rusia.

## Vuelos de pruebas
El primer vuelo se realizó en septiembre de 1944 en Larz, donde un Reichenberg se lanzó desde un He 111. A pesar de que la misión se inició correctamente, posteriormente se estrelló después de que el piloto perdiera el control cuando accidentalmente se expulsara el dosel. Un segundo vuelo al día siguiente también terminó en un choque. 
Posteriores vuelos de prueba se llevaron a cabo por los pilotos de prueba Heinz Kensche y Hanna Reitsch. Reitsch se estrelló varias veces, de los que salió indemne. El 5 de noviembre de 1944, durante la segunda prueba de vuelo del R-III, un ala se cayó debido a las vibraciones y Heinz Kensche logró saltar en paracaídas, aunque con algunas dificultades debido a la estrechez de la cabina.

## Cancelación
El 5 de marzo de 1945, Heinz Kensche murió cuando una Fi 103 I-III modificada con alas acortadas perdió ambas alas durante un vuelo de prueba. Werner Baumbach, el comandante del KG 200, estaba harto del programa y pidió ayuda a Albert Speer. Speer y él se reunieron con Hitler el 15 de marzo de 1945 y logró convencerlo de que las misiones suicidas no eran parte de la tradición guerrera alemana. Ese mismo día, más tarde, Baumbach ordenó la disolución de la unidad.

## Sobrevivientes
- Flying Heritage Collection - Vendido por el Museo Canadiense de la Guerra en 2004.

## Especificaciones (Fi 103R-IV)
Referencia datos: The warplanes of the Third Reich

### Características generales
- Tripulación: 1 (piloto)
- Longitud: 8 m (26,2 ft)
- Envergadura: 5,72 m
- Altura: 1,42 m
- Peso cargado: 2250 kg
- Planta motriz: 1× pulsorreactor Argus 109-014.
  - Empuje normal: 2,9 kN (296 kgf; 652 lbf) 2,2 kN empuje estático; 3,6 kN máximo[11][12] de empuje.

### Rendimiento
- Velocidad nunca excedida (Vne): 800 km/h (497 MPH; 432 kt)
- Velocidad crucero (Vc): 650 km/h (404 MPH; 351 kt)
- Alcance: 392 km (212 nmi; 244 mi)

### Armamento
- Otros: 

  - Ojiva de 850 kg de explosivo de alto poder

### Aparatos similares
- Yokosuka MXY-7, avión cohete kamikaze japonés.
- Kawanishi Baika, proyecto de avión suicida japonés.